# Lycium elongatum
Lycium elongatum ist eine Pflanzenart aus der Gattung der Bocksdorne (Lycium) in der Familie der Nachtschattengewächse (Solanaceae).

## Beschreibung
Lycium elongatum ist ein aufrechter Strauch, der Wuchshöhen von 0,7 bis 2,5 m erreicht. Seine Laubblätter sind unbehaart und 2,5 bis 30 mm lang, sowie 0,5 bis 3 mm breit.
Die Blüten sind zwittrig und meist fünfzählig, selten auch sechszählig. Der Kelch ist röhrenförmig und unbehaart bis fein flaumhaarig behaart. Die Kelchröhre erreicht eine Länge von 1,8 bis 3 mm und ist mit 1 bis 3 mm langen Kelchzähnen besetzt. Die Krone ist röhrenförmig und violett-lila gefärbt. Die Kronröhre ist 8 bis 10 mm lang, die Kronlappen erreichen eine Länge von 2 bis 3 mm. Die Staubfäden besitzen einige vereinzelte Trichome an ihrer Basis.
Die Frucht ist eine rote, dunkel purpurne oder orange, eiförmige Beere mit einer Länge von 4 bis 6 mm und einer Breite von 3 bis 4 mm. Je Fruchtblatt werden acht bis 15 Samen gebildet.
Die Chromosomenzahl beträgt 2n = 24.

## Vorkommen
Die Art ist in Südamerika verbreitet und kommt dort in Argentinien in den Provinzen Catamarca, Córdoba, La Rioja, Mendoza, San Juan, San Luis, Santiago del Estero und Tucumán vor.

## Systematik
Innerhalb der Bocksdorne (Lycium) wird die Art nach phylogenetischen Untersuchungen in eine Klade mit anderen nord- und südamerikanischen Arten der Gattung gruppiert. Die Art ist nahe verwandt mit Lycium americanum, Lycium infaustum, Lycium exsertum, Lycium fremontii, Lycium parishii, Lycium texanum, Lycium torreyi, Lycium berlandieri, Lycium andersonii, Lycium athium und Lycium minimum.